# アズテック・カメラ
アズテック・カメラ（Aztec Camera）は、1980年にスコットランドで、ロディ・フレイムを中心に結成されたニュー・ウェイヴ・バンド。1981年にインディーズのポストカード・レコードからデビューした後、6枚のオリジナル・アルバムを発表。1998年からロディ・フレイムはソロ名義でアルバムを発表している。
日本においては、ペイル・ファウンテンズや、オレンジ・ジュース、ザ・ブルーベルズ (スコットランドのバンド)、エブリシング・バット・ザ・ガールらと共にネオ・アコースティック・サウンド（ネオアコ）の中核をなすグループと位置付けられており、ジャングル・ポップ的、ギターポップ的な指針を示した代表的なグループの一つである。

## 略歴
アズテック・カメラは1980年、スコットランドのイースト・キルブライド出身で当時16歳のロディ・フレイムが中心となり結成された。1981年、グラスゴーのレーベルである「ポストカード」からシングル「just like gold」をリリースした。
そして1983年、ラフトレードと契約した彼らはファースト・アルバム『ハイ・ランド、ハード・レイン』を発表した。
1984年、メジャーのWEAに移籍し、2作目のアルバム『ナイフ』をリリースする。シングル『オール・アイ・ニード・イズ・エヴリシング』のB面でヴァン・ヘイレンの「ジャンプ」をカヴァーするも、ヴァン・ヘイレン及び当時のアメリカのハードロックに悪意を持ち、意図的に否定するような、原曲とはあまりにもかけ離れたアコースティック・ギター主体のアレンジをしたため、日本のヘヴィメタル・ハードロック専門誌「BURRN!」の酒井康によるディスクレビューでは、「ヴァン・ヘイレンを馬鹿にしている」と厳しく評価された（1984年12月号）。なお、小山田圭吾がこの記事にインスパイアを受け、70年代ハードロックなどをサンプリングした『69/96』を作成している。
その後は音楽性を少しずつ変えつつ、数枚のアルバムをリリースする。
1993年には、坂本龍一を音楽プロデューサーに迎えてアルバム『ドリームランド』を発表する。これは坂本のファンであったフレイムたっての依頼であった。
現在、フレイムはソロとして精力的にライブ活動を続けている。

## メンバー
- ロディ・フレイム　(Roddy Frame) - ボーカル、ギター（1964年1月29日 - ）
スコットランド、イーストキルブライド出身。楽曲の作詞作曲を手掛ける。
- キャンベル・オウエンズ (Campbell Owens) - ベース
- デイヴ・マルホランド (Dave Mulholland) - ドラムス
初期メンバー。
- クレイグ・ギャノン (Craig Gannon) - ギター（1966年7月30日 - ）
1983年-1984年に在籍。その後、ザ・ブルーベルズ、ザ・スミスにも在籍。
- マルコム・ロス (Malcolm Ross) - ギター
元ジョセフ・K、オレンジ・ジュース。1984年に加入。
- デヴィッド・ラフィ (David Ruffy) - ドラムス
フリッパーズ・ギター『CAMERA TALK』でも2曲で演奏している。

## ディスコグラフィ

### スタジオ・アルバム
- 『ハイ・ランド、ハード・レイン』 - High Land, Hard Rain (1983年)
- 『ナイフ』 - Knife (1984年)
- 『ラヴ』 - Love (1987年)
- 『ストレイ』 - Stray (1990年)
- 『ドリームランド』 - Dreamland (1993年)
- 『フレストーニア』 - Frestonia (1995年)

### コンピレーション・アルバム
- 『ニュー・ライヴ&レア』 - New, Live and Rare (1988年) ※日本独自企画盤
- 『カヴァーズ&レア』 - Covers & Rare (1993年) ※日本独自企画盤
- 『ザ・ベスト・オブ・アズテック・カメラ』 - The Best of Aztec Camera (1999年)
- Deep and Wide and Tall (2005年)
- Walk Out to Winter:The Best of Aztec Camera (2011年)

### EP
- 『過去・未来』 - Backwards And Forwards (1985年)

### シングル
| 年   | タイトル                                                                   | 全英シングルチャート | 全英インディーズチャート | 全米 モダンロックチャート | 全豪チャート | 収録アルバム                 |
| ---- | -------------------------------------------------------------------------- | -------------------- | ------------------------ | ------------------------- | ------------ | ---------------------------- |
| 1981 | "Just Like Gold"                                                           | -                    | 10                       | -                         | -            | -                            |
| 1981 | "Mattress of Wire"                                                         | -                    | 8                        | -                         | -            | -                            |
| 1982 | "Pillar to Post"                                                           | -                    | 4                        | -                         | -            | ハイ・ランド、ハード・レイン |
| 1983 | 思い出のサニー・ビート "Oblivious"                                         | 47                   | 1                        | -                         | -            | ハイ・ランド、ハード・レイン |
| 1983 | "Walk Out to Winter"                                                       | 64                   | 3                        | -                         | -            | ハイ・ランド、ハード・レイン |
| 1983 | "Oblivious" (re-issue)                                                     | 18                   | -                        | -                         | -            | ハイ・ランド、ハード・レイン |
| 1984 | オール・アイ・ニード・イズ・エヴリシング "All I Need Is Everything"        | 34                   | -                        | -                         | -            | ナイフ                       |
| 1984 | スティル・オン・ファイア "Still on Fire"                                   | -                    | -                        | -                         | -            | ナイフ                       |
| 1985 | "Backwards and Forewards"                                                  | -                    | -                        | -                         | -            | ナイフ                       |
| 1987 | ディープ・アンド・ワイド "Deep & Wide & Tall"                              | -                    | -                        | -                         | -            | ラヴ                         |
| 1988 | "How Men Are"                                                              | 25                   | -                        | -                         | -            | ラヴ                         |
| 1988 | "Somewhere In My Heart"                                                    | 3                    | -                        | -                         | 34           | ラヴ                         |
| 1988 | "Working in a Goldmine"                                                    | 31                   | -                        | -                         | -            | ラヴ                         |
| 1988 | "Deep & Wide & Tall" (re-issue)                                            | 55                   | -                        | -                         | -            | ラヴ                         |
| 1990 | クライング・シーン "The Crying Scene"                                      | 70                   | -                        | 3                         | -            | ストレイ                     |
| 1990 | "Good Morning Britain" （ゲスト参加：ミック・ジョーンズ (ザ・クラッシュ)） | 19                   | -                        | 12                        | -            | ストレイ                     |
| 1992 | スパニッシュ・ホースィズ "Spanish Horses"                                  | 52                   | -                        | -                         | -            | ドリームランド               |
| 1993 | ドリーム・スウィート・ドリームス "Dream Sweet Dreams"                      | 67                   | -                        | -                         | -            | ドリームランド               |
| 1993 | "Birds"                                                                    | -                    | -                        | -                         | -            | ドリームランド               |
| 1995 | サン "Sun"                                                                 | -                    | -                        | -                         | -            | フレストーニア               |

- Good Morning Britain - 元ザ・クラッシュのギタリスト、ミック・ジョーンズとのデュエット